# ولفیسهایم
ولفیسهایم (به فرانسوی: Wolfisheim) یک کمون در فرانسه با جمعیت ۳٬۹۸۳ نفر است که در Canton of Mundolsheim واقع شده‌است.